# Comté de Wyoming (New York)
Pour les articles homonymes, voir Comté de Wyoming.
Le comté de Wyoming est l'un des 62 comtés de l'État de New York, aux États-Unis. Son siège est Warsaw.

## Comtés adjacents
- Comté de Genesee (au nord)
- Comté d'Érié (à l'ouest)
- Comté de Cattaraugus (au sud-ouest)
- Comté d'Allegany (au sud-est)
- Comté de Livingston (à l'est)

## Démographie
| Groupe                           | Comté de Wyoming | New York | États-Unis |
| -------------------------------- | ---------------- | -------- | ---------- |
| Blancs                           | 91,6             | 65,8     | 72,4       |
| Afro-Américains                  | 5,6              | 15,9     | 12,6       |
| Autres                           | 1,2              | 7,5      | 6,4        |
| Métis                            | 0,9              | 3,0      | 2,9        |
| Asiatiques                       | 0,4              | 7,3      | 4,8        |
| Amérindiens                      | 0,3              | 0,6      | 0,9        |
| Hispaniques et Latino-Américains | 3,0              | 17,6     | 16,7       |
| Total                            | 100              | 100      | 100        |